# محوطه چشمه سنگی
محوطه چشمه سنگی مربوط به عصر آهن - دوره اشکانیان - دوره ساسانیان است و در شهرستان گیلانغرب، بخش مرکز ی، دهستان چله، بخش شرقی روستای چشمه سنگی واقع شده و این اثر در تاریخ ۲۷ اسفند ۱۳۸۶ با شمارهٔ ثبت ۲۲۳۸۳ به‌عنوان یکی از آثار ملی ایران به ثبت رسیده است.